# 氯化镁
氯化镁是一种氯化物，化学式MgCl2。无色而易潮解晶体。這些鹽是典型的離子鹵化物，高度易溶於水。水合氯化鎂可以從鹽水或海水中提取。通常带有6分子的结晶水。但加热至95℃时失去结晶水。135℃以上时开始分解，并释放出氯化氢（HCl）气体。工业上生产镁的原料。在海水和盐卤中找到。水合氯化鎂是處方口服鎂補充劑通常使用的物質。氯化鎂水溶液呈中性。

## 制备
氯化镁一般用氢氧化镁和盐酸經過中和得到：
{\displaystyle {\ce {2HCl + Mg(OH)2->MgCl2 + 2H2O}}}
此外，镁的氧化物、碳酸盐和盐酸反应，也能制得氯化镁。此外，氫氯酸和鎂亦可制得氯化鎂:
{\displaystyle {\ce {2HCl + Mg->MgCl2 + H2}}}

## 毒物學
鎂離子有苦味，氯化鎂溶液的苦的程度，取決於不同程度的鎂離子濃度。氯化鎂一旦滲入泥土，會造成鎂害。